# Habitatge al carrer Torras i Bages, 16 (Vic)
L'Habitatge al carrer Torras i Bages, 16 és una obra modernista de Vic (Osona) protegida com a Bé Cultural d'Interès Local.

## Descripció
Casa de pisos, entre mitgeres, d'un sol tram i consta de planta baixa i dos pisos. El capcer presenta unes volutes de pedra típiques de les façanes barroques i que es repeteixen, com veiem en el modernisme. El portal d'entrada és d'arc rebaixat, el primer i segon pis tenen com a úniques obertures dos balcons, el del primer més gran que l'altre. És construïda amb totxo u estucada al damunt. Els murs presenten algun relleus fets amb aquest material. Hi ha també elements de ferro forjat. L'estat de conservació és bo.

## Història
Amb l'expansió urbana de Vic, a principis del segle xx, és traçà el nou c/ Torras i Babes que venia a substituir els c/ Santa Teresa a la sortida de Vic cap a la carretera de Sant Hilari, que promogué més tard la urbanització cap el sector de llevant de la ciutat fins a enllaçar amb els edificis del c/ dels Caputxins i cap a la carretera de Roda. Aquesta casa, construïda al 1916, forma part d'un conjunt de cases modernistes aixecades a principis del segle xx.